# Percrocutidae
A Percrocutidae az emlősök (Mammalia) osztályának ragadozók (Carnivora) rendjébe, ezen belül a macskaalkatúak (Feliformia) alrendjébe tartozó fosszilis család.

## Tudnivalók
A Percrocutidae-fajok előfordulási területe magába foglalta Eurázsiát és Afrikát. Ezek az állatok a miocén kor középső és késő szakaszaiban léteztek. Konvergens evolúciót mutatnak a ma is élő hiénafélék (Hyaenidae) családjával; a hasonlóság miatt korábban úgy vélték, hogy fosszilis hiénákról van szó. A legnagyobb képviselőjük, feltételezések szerint elérhette a 300 kilogrammos testtömeget is, és olyan ősorrszarvúfélékre (Rhinocerotidae) vadászhatott, mint például a Chilotherium.

## Rendszerezés
A családba az alábbi 2 nem tartozik:
- Dinocrocuta Schmidt-Kittler, 1975 - 4 faj
- Percrocuta Kretzoi, 1938 - 7 faj; típusnem